# Батич Григорій Іванович

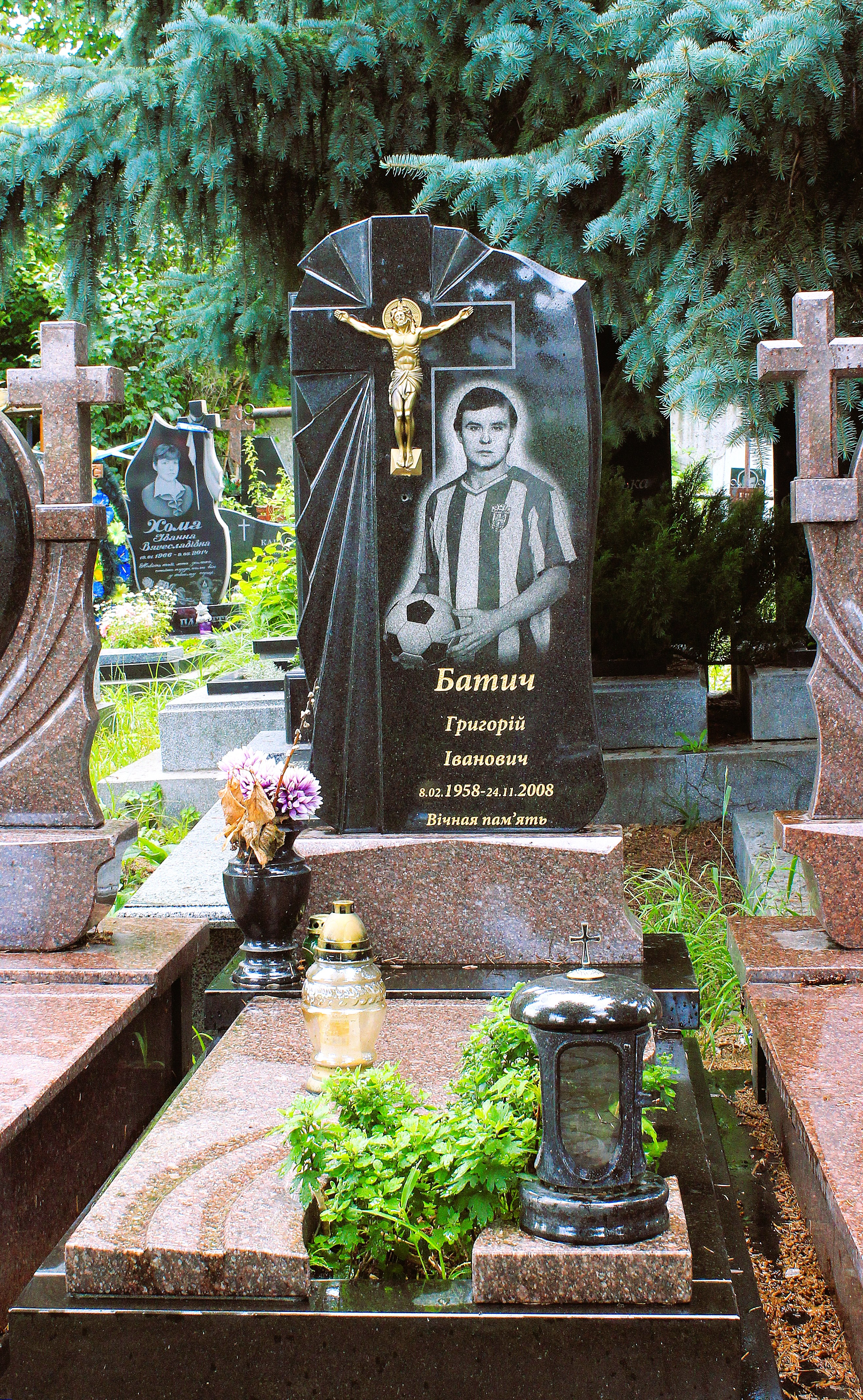
Надгробок на могилі Григорія Батича — футболіста, гравця львівських «Карпат», чемпіона світу серед молоді (1977).

Григорій Іванович Батич (8 лютого 1958, Караганда, Казахська РСР, СРСР — 24 листопада 2008, Львів, Україна) — радянський футболіст, нападник, чемпіон світу серед молоді (1977), майстер спорту СРСР (1977).

## Біографія
Народився Григорій в казахському місті Караганда, де його батько Іван Батіг (прізвище, через помилку співробітника НКВД, який оформляв анкетні дані ув'язненого, було помилково записане як Батич і згодом залишилося офіційно), який відсидів 10 річний тюремний термін за участь в рядах Української повстанської армії, перебував на поселенні. Там же, будучи учнем четвертого класу, почав займатися футболом у місцевій ДЮСШ.
У 1972 році сім'я повернулася у Львів і Григорій продовжив займатися футболом в ДЮСШ-4, спочатку в групі тренера Володимира Мандзяка, а пізніше у Ярослава Канича. Навесні 1975 року талановитого гравця запросили в дубль львівських «Карпат».
Незабаром молодий нападник отримав запрошення до юнацької збірної СРСР. У 1977 році, в складі збірної СРСР взяв участь у молодіжному чемпіонаті світу, що проходив у Тунісі, де радянська команда стала чемпіоном. Батич відіграв на цій першості 3 матчі, після чого несподівано, з діагнозом гострий апендицит, був госпіталізований і прооперований в місцевій клініці. Переможний фінал проти однолітків з Мексики, Григорій змушений був дивитися з лавки запасних. За перемогу на молодіжній першості форварду було присвоєно звання майстра спорту СРСР (майстрів спорту СРСР міжнародного класу, з тієї команди, отримали тільки чотири футболісти — Володимир Безсонов, Андрій Баль, Валентин Крячко та Вагіз Хідіятуллін, що вже мали значки майстрів спорту).
Після тріумфального повернення з Тунісу, Батич отримує пропозиції продовжити кар'єру чи не від усіх клубів вищої ліги, але вирішив не поспішати з вибором, залишившись у Львові. Дебютував нападник у вищій лізі 10 листопада 1977, в матчі останнього туру чемпіонату «Карпати»—«Крила Рад» (Куйбишев). З наступного сезону став регулярно грати в основній команді, хоча через високу конкуренцію в лінії атаки, де грали такі футболісти як Володимир Данилюк, Геннадій Лихачов, Юрій Цимбалюк, часто доводилося виходити на заміну, при цьому забиваючи чимало важливих голів.
1982 року, після об'єднання «Карпат» з армійським клубом зі Львова, Григорій і ряд інших футболістів покинули команду, перебравшись в кишинівський «Ністру». Цей період став одним із найвдаліших у кар'єрі форварда. Молдавський клуб за підсумками сезону зайняв 2 місце у першій лізі і здобув путівку у вищий дивізіон. Сам же Батич, забивши 25 м'ячів, став найкращим бомбардиром «Ністру», встановивши клубний рекорд за забитими голами за сезон. В кінці року Григорій отримує запрошення перейти в київське «Динамо», але злякавшись високої конкуренції за місце в основному складі київського клубу, відповів відмовою. У наступному сезоні закріпитися у вищій лізі кишинівська команда не змогла. Батич забив тільки п'ять м'ячів, втім і з цим показником став найкращим за забитими голами в команді. Після закінчення чемпіонату футболіст вирішив повернутися до Львова і з 1984 року, отримавши погони старшого прапорщика, став гравцем «СКА Карпати».
Сезон 1986 року нападник провів у чернівецькій «Буковині», з 9 голами став найкращим серед бомбардирів в команді. Наступний рік відіграв в ужгородському «Закарпатті». 1988 року виступав за аматорський «Авангард» з Жидачева, грав на першість УРСР серед колективів фізкультури. У 1988 році був запрошений у знову відроджені «Карпати», за які провів 22 матчі в сезоні. Закінчував ігрову кар'єру в молдовському клубі «Зоря» (Бєльці).
Пішовши зі спорту, у складний пострадянський період, так і не зміг знайти себе у новому, позафутбольному житті. Останні роки зловживав алкоголем. Помер Григорій Іванович Батич на 51-му році життя 24 листопада 2008. Похований на Кривчицькому цвинтарі.

## Сім'я
Був одружений, але особисте життя не склалося. Колишня дружина Ірина та донька Анна проживають в Австрії.

## Досягнення
- Чемпіон світу (U-20): 1977
- Переможець першості Першої ліги СРСР: 1979
- Срібний призер першості Першої ліги СРСР: 1982
- Бронзовий призер першості Першої ліги СРСР: 1984